# 6873 Tasaka
6873 Tasaka è un asteroide della fascia principale. Scoperto nel 1993, presenta un'orbita caratterizzata da un semiasse maggiore pari a 2,1718821 UA e da un'eccentricità di 0,1355227, inclinata di 4,78477° rispetto all'eclittica.